# Граф Нулін (фільм)
«Граф Нулін» — радянський чорно-білий фільм-балет балетмейстера Володимира Варковицького; екранізація однойменної поеми Олександра Пушкіна (1825). Створений в 1959 році, є першим телевізійним фільмом-балетом в історії радянського телебачення.

## Сюжет
Поки молодий пан відбуває на осіннє полювання, його дружина Наташа нудьгує в садибному будинку. Безрадісне спостереження за господарськими справами («три качки полоскалися в калюжі; йшла баба через брудний двір білизну повісити на паркан») перериває поява гостя, чия коляска перекинулася поблизу: «Граф Нулін з чужих країв, де змарнував він у вихорі моди свої прийдешні доходи, себе казати, як дивний звір, в Петрополь їде він тепер».
Вночі граф Нулін намагається спокусити молоду провінційну бариню, потайки пробравшись до неї в спальню, але, отримавши ляпаса, ретирується. Вранці Наташа веде себе як ні в чому не бувало, і граф Нулін знову тішить себе надіями. Поява чоловіка змушує його покинути садибу. В кінці поеми міститься натяк, що Наташа зовсім не так чиста, як може здатися читачеві: нічні походеньки невдалого графа найбільше бавлять її сусіда Лідіна, «поміщика двадцяти трьох років».

## У ролях
- Олександр Радунський —  поміщик
- Ольга Лепешинська —  Наталія Павлівна, його дружина
- Ядвіга Сангович —  Параша, служниця Наталії Павлівни
- Сергій Корень —  граф Нулін
- Есфандьяр Кашані —  Пікар, слуга графа Нуліна
- Леонід Болотін — епізод
- І. Оленіна — епізод
- М. Леонов — епізод
- Євген Меченко — епізод
- Леонід Швачкін — епізод
- Анатолій Арістов — епізод

## Знімальна група
- Режисер — Володимир Варковицький
- Сценаристи — Борис Асаф'єв, Володимир Варковицький
- Композитор — Борис Асаф'єв
- Художники — Костянтин Єфімов, Сергій Петерсон
- Продюсер — Дмитро Зайцев